# 全米劇場所有者協会
全米劇場所有者協会（ぜんべいげきじょうしょゆうしゃきょうかい、英語: National Association of Theatre Owners、略称：NATO）は、映画館オーナーを会員とするアメリカ合衆国の業界団体である。

## 概要
世界中に展開するほどの規模の大手映画館チェーンのほとんどが加盟しているほか、数百の独立系映画館の運営会社も加盟している。そのため、加盟映画館を合わせると全米50州で35,000スクリーン以上、世界100カ国で33,000スクリーン以上の映画館が運営されていることになる。
NATOは、1965年に最大の映画館業界団体であるTheater Owners of AmericaとAllied States Association of Motion Picture Exhibitorsの合併により設立された。
NATOの公式雑誌は「Boxoffice」で、長い歴史を持つ。また、2001年から2007年の間は「In Focus」も発行していた。

## 歴史
映画産業が大規模化するにつれ、映画製作会社が統廃合され、次第に配給をコントロールするようになった。1917年、当時、最大の映画製作会社であったフェイマス・プレイヤーズ＝ラスキーが、後に合併することになる最大の配給会社であったパラマウント（最終的にパラマウント・ピクチャーズの設立へと繋がる）と一緒になって、ブロック・ブッキングを始めたことで、各映画館は良い上映作品を手に入れるために平凡な映画を買わざるを得なくなった。その結果、各映画館はより良い価格での上映権を求めて団結し、大手26社によるファースト・ナショナル・エグジビターズ・サーキット（First National Exhibitors Circuit）へと統合・発展していった（後のファースト・ナショナル・ピクチャーズ。自社で製作・配給を行う会社であったが、その後、ワーナー・ブラザースに買収された）。1921年頃には、パラマウントはすでに300もの映画館を所有し、他の製作会社もパラマウントに続けとばかりに多くの映画館を所有しつつあった。やがて各スタジオは、互いに先行上映を系列チェーン内で行うように契約し始め、この権利を利用して独立系映画会社に上映作品を売り渡すように強要するようになった。
1921年、NATOの最も初期の前身となるMotion Picture Theater Owners of America（MPTOA）が設立され、その後、独立したAllied States Association of Motion Picture Exhibitors（Allied）や、Unaffiliated Independent Motion Picture Exhibitors of America、National Independent Theatre Exhibitorsなどが、価格改善交渉や先行上映権の入手を容易くするために設立された。なかでもMPTOAは、他の団体とは異なり、加盟を求める劇場を次々と受け入れたことで、傘下劇場が増え、やがて最大の団体となった。
一方、第二次世界大戦中、多くの劇場が新たに設立された戦争活動委員会（War Activities Committee）に参加し、戦後は劇場活動委員会（Theatre Activities Committee）を経て、やがてアメリカ劇場協会（American Theatre Association；ATA）へと組織名を変えつつ、全ての大手スタジオとの代理戦争の様相を呈した独占禁止法裁判であるパラマウント独禁法違反事件（United States v. Paramount Pictures, Inc）で連邦政府側を強く支持した。当時、スタジオ側を強く支持するMPTOAとの合併計画が立ち上がっていたが、ATAの姿勢に反発した多くの系列劇場が脱退し、逆に最大の独立系グループであるAlliedは系列劇場の存在を理由に加盟を拒否するなど、軋轢が生じる結果となった。1947年に、LoewsやRKO、ワーナー・ブラザースの系列を除いて合併が行われ、約10,000もの映画館が加盟するシアター・オーナーズ・オブ・アメリカ（Theater Owners of America；TOA）が誕生した。
その後、1948年のパラマウント裁判の判決を受けて、映画製作会社と映画館が分割された後、多くの旧系列劇場はTOAかAlliedのどちらかに加入することになった。戦後、映画レンタル料の高騰化やテレビの普及に伴い映画館の興行収入は減少し、特に郊外への人口流出で大きな打撃を受けた都心部では、何千もの映画館が閉鎖されてしまった。そして、1966年、遂にTOAとAlliedは合併し、TOAの組織形態をほぼ踏襲し、Alliedの前会長であるMarshall Fineを会長に迎えた全米劇場所有者協会（National Association of Theatre Owners；NATO）が誕生した。
1970年代はNATOにとって厳しい時代であった。大ヒット作『ゴッドファーザー』によって劇場への入場者数と収益が回復したものの、1975年にはNATOに対抗して新たにNITE（National Independent Theatre Exhibitors）が結成され、最終的には1000館近い劇場を擁するまでになったり、加盟映画館からの要求によりガバナンス改革を進められることになったりもした。しかし、改革が行き詰まると、1977年にカリフォルニア州とイリノイ州の全支部が脱退し、全米の多くの小規模チェーンも脱退する憂き目にあった。1980年以降、ワシントンに専任の社長と専任のロビイストを置き、本部をニューヨークからロサンゼルスに移すなど、要求された改革の多くがようやく実施された。そして、10年ほど経った後に、NITEがNATOに合流し、統一的な支配組織は1つだけとなった。
また、1980年代には、独占禁止法の規制が緩和され、パラマウントやワーナーが抱え込んだ120館を含む、配給会社や大手コングロマリットによる多くの映画館チェーンの買収が行われた。結果的に、その後の10年で、統廃合により上位10社が業界の55％を支配するまでに至った。1990年代には劇場の数が爆発的に増え、1999年には映画館のスクリーン数が36,448とピークに達し、その大半がNATOの会員となっていた。

## イベント

### その他のコンベンション
Nielsen Mediaは、6月にスペインのバルセロナで開催されるCineEuropeや、12月上旬に東南アジア各地で開催されるCineAsia、10月下旬か11月上旬にアメリカ合衆国南東部（通常はマイアミ・デイド地区）で開催されるShowEastなどのイベントを手がけている。

### アメリカン・ムービー・アワード
1980年、NATOは、アメリカン・ムービー・アワード（英語: American Movie Awards）を創設した。この賞は、劇場利用者の投票に基づいて受賞者を決定するという特徴を持ち、カリフォルニア州ビバリーヒルズのウィルシャー劇場で開催されただけでなく、NBCで放送もされた。しかし、翌1981年はさまざまな法的問題により授賞式が行われず、1982年の授賞式を最後に、他の授賞式との競合もあり、結果的に廃止されてしまった。

## ナショナルシネマデー
2022年、NATOの非営利部門であるシネマ財団は、9月3日を「ナショナルシネマデー（英語: National Cinema Day、映画の日）」に制定し、その日は3,000以上もの映画館がUS$3で上映を行うと発表した。

## アメリカ合衆国の平均映画チケット価格
NATOは、毎年4月に、年間平均映画チケット価格を定めて公表している。2019年は9.16ドルで、Covidによる劇場閉鎖の影響により、高止まりとなり、以降は公表を取り止めた。2022年には、興行収入において2019年の66％程度となったが、観客動員総数に関しては2019年の55％ほどであった。2022年、IndieWireは、AMCシアターズが2022年第2四半期収支報告で公開した資料に基づき、2019年第2四半期と比較して22％ものチケット収入の上昇が見られたことから、平均映画チケット価格は、少なくとも20％上昇し、11ドルになっていると結論付けた。